# Månskläpp
Månskläpp är skär i Åland (Finland). De ligger i Skärgårdshavet och i kommunen Kökar i landskapet Åland, i den sydvästra delen av landet. Öarna ligger omkring 62 kilometer öster om Mariehamn och omkring 220 kilometer väster om Helsingfors.
Arean för den av öarna koordinaterna pekar på är 1,1 hektar och dess största längd är 180 meter i nord-sydlig riktning. Trakten är glest befolkad. Närmaste större samhälle är Kökar, 8,1 km sydväst om Månskläpp.